# Rio Argova
O Rio Argova é um rio da Romênia afluente do rio Mostiştea, localizado no distrito de Călăraşi.